# Iwierzyce
Iwierzyce – wieś w Polsce, położona w województwie podkarpackim, w powiecie ropczycko-sędziszowskim, w gminie Iwierzyce. Siedziba gminy Iwierzyce.
W latach 1954–1972 wieś należała i była siedzibą władz gromady Iwierzyce. W latach 1975–1998 wieś administracyjnie należała do województwa rzeszowskiego.
Przez wieś przepływa Bystrzyca, niewielka rzeka dorzecza Wisły, dopływ Wielopolki.
Były wsią królewską dóbr krzesłowych kasztelanii sandomierskiej w województwie sandomierskim w 1629 roku 
Iwierzyce należą do rzymskokatolickiej parafii św. Michała Archanioła w Nockowej, należącej do dekanatu Sędziszów Małopolski, diecezji rzeszowskiej.

## Integralne części wsi
| SIMC    | Nazwa     | Rodzaj    |
| ------- | --------- | --------- |
| 0651654 | Dworskie  | część wsi |
| 0651660 | Kolonia   | część wsi |
| 1043129 | Tuczarnia | część wsi |
| 0651677 | Zarzecze  | część wsi |

## Zabytki
Według rejestru zabytków NID na listę zabytków wpisany jest zespół dworski: dwór i park, nr rej.: A-960 z 6.05.1976.
Dwór wybudowano w latach 1921-1925 wg projektu Marii z Dembińskich Starowieyskiej, z wykorzystaniem murów wcześniejszego, dziewiętnastowiecznego budynku. Stoi na wzniesieniu i jest otoczony starodrzewiem. Właścicielami dworu do 1944 byli Starowieyscy. Mieszkał tu m.in.  ks. Stanisław Starowieyski, podchorąży Armii Krajowej, misjonarz i zakonnik w Brazylii, przyjaciel Karola Wojtyły. Po II wojnie światowej dwór został przejęty przez Skarb Państwa. W latach 1945–1946 mieściła się tu Powiatowa Szkoła Gospodarstwa Wiejskiego, później Tuczarnia Trzody Chlewnej i Zakłady Mięsne „Resmięs” SA Rzeszów. Od 1996 zespół stanowi własność prywatną. Obecnie tworzą go: dwór, rządówka, oficyna oraz położone na terenie ośrodka gospodarczego budynki stajni i obory.